# Helen Battle
Helen Irene Battle (London, 31 de agosto de 1903 - Londres, 17 de junio de 1994) fue una ictióloga canadiense y bióloga marina. En 1928 se convirtió en la primera mujer canadiense en obtener un doctorado en biología marina; fue docente por más de cincuenta años y estudió temas relacionados con la embriología y la metodología de la enseñanza. 
Nacida en Londres, Ontario, recibió un Bachelor of Arts en 1923 y una maestría en 1924 de la Universidad de Western Ontario (Western University). Completó el doctorado en la Universidad de Toronto en 1928 bajo la supervisión de Achibald G. Huntsman, y de 1929 a 1967 sirvió en la facultad de Western University. Fue miembro fundador y primer vicepresidente de la Sociedad Canadiense de Zoólogos en 1961 y fue presidenta desde 1962 hasta 1963.
Fue galardonada con la Medalla del Centenario de Canadá en 1967; en 1971 fue galardonada con un Legum Doctor, así como también de un Doctor of Science proferido por la Universidad de Carleton. Recibió la medalla F. E. J. Fry de la Sociedad Canadiense de Zoólogos en 1977, convirtiéndose en la primera mujer galardonada. Fue miembro honorario de la Asociación Nacional de Maestros de Biología y en 1991, la Sociedad Canadiense de Zoólogos estableció el premio Helen I. Battle en su honor.